# Calleva Atrebatum
Calleva Atrebatum ("Calleva de los Atrebates") fue un oppidum de la Edad del Hierro, la capital de la civitas de los atrebates. Luego se convirtió en una ciudad amurallada en la provincia romana de Britania, en una encrucijada importante de las carreteras del sur de Gran Bretaña.
El pueblo moderno de Silchester en Hampshire, Inglaterra, está aproximadamente a una milla (1,6 km) al oeste del sitio. La iglesia parroquial del pueblo de Santa María la Virgen se encuentra justo dentro de las antiguas murallas. La mayor parte del sitio se encuentra dentro de la parroquia civil moderna de Silchester, aunque el anfiteatro romano se encuentra en la parroquia civil contigua de Mortimer West End. Todo el sitio se encuentra dentro del distrito de autoridad local de Basingstoke and Deane y el condado de Hampshire.

## Historia

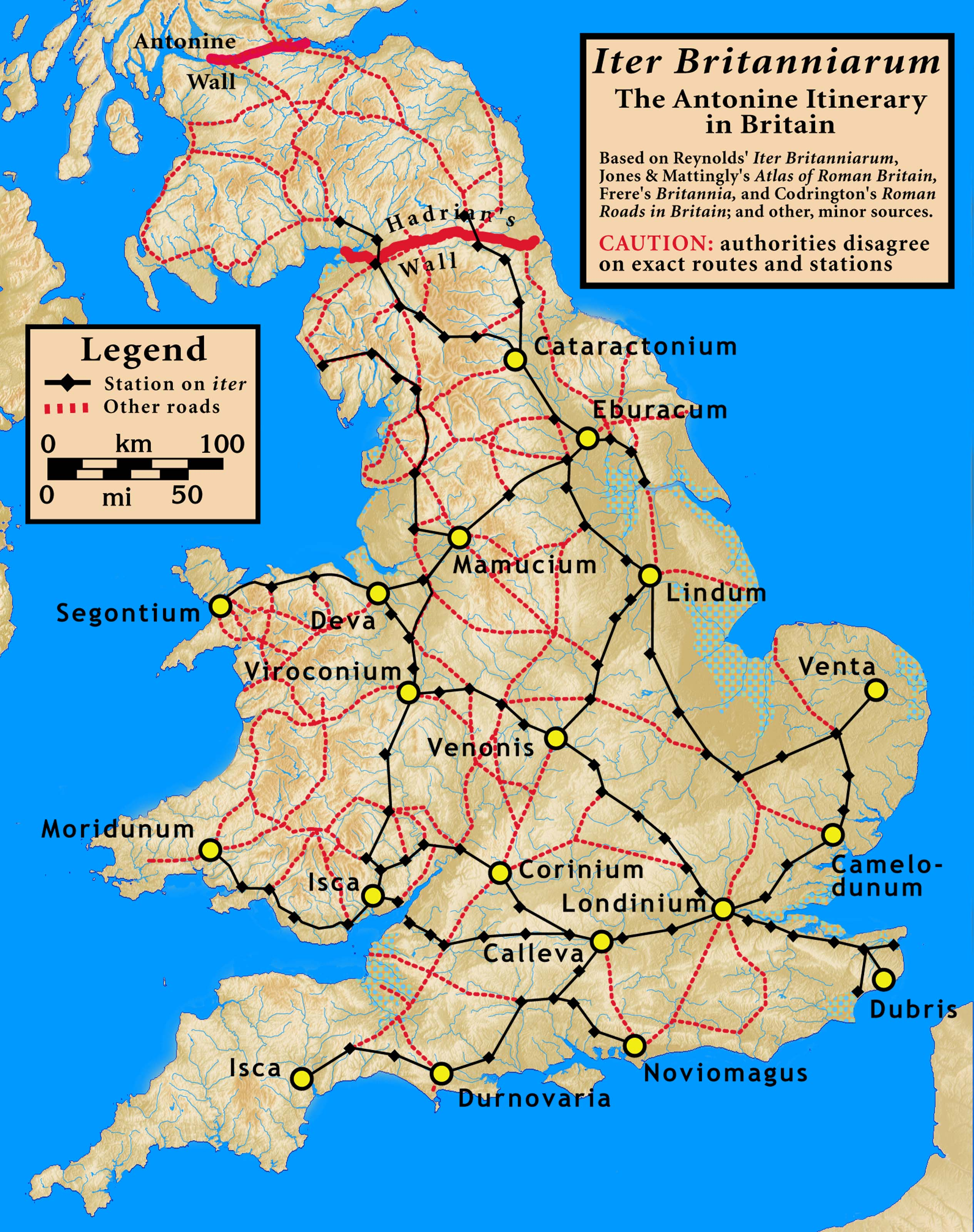
Un mapa de las principales vías romanas del siglo II, que muestra la importancia de Calleva como cruce de caminos y también como punto de trifurcación de las rutas que conducen a Glevum (Gloucester), el sur de Gales y la península suroeste de Londinium (Londres)

Inusualmente para una ciudad tribal de la Edad del Hierro en Gran Bretaña, su sitio exacto fue reutilizado para la ciudad romana, aunque los romanos cambiaron el trazado y las defensas.

### Inicios celtas
El celta romanizado "Calleva" se puede traducir como 'bosque' o 'lugar boscoso'. El asentamiento estaba rodeado de densos bosques que se usaban como combustible y para construir estructuras. Dado su acceso a los mercados internos del este, oeste y norte, era un centro de comercio dentro de Gran Bretaña y con civilizaciones al otro lado del Canal y tan lejos como el Mediterráneo.

### Edad de Hierro
La arqueología y las monedas de la serie Q británica han demostrado que el asentamiento de la Edad del Hierro tardía en Silchester vincula Silchester con la sede del poder de los atrebates. Las monedas encontradas estampadas con la inscripción "COMMIOS" muestran que Comio, rey de los atrebates, estableció su territorio y acuñó aquí después de mudarse de la Galia. El movimiento de tierra interior, construido c. 1
 d. C., cercó 32 hectáreas y en un momento similar se construyeron otros en los alrededores.
Primero se descubrieron pequeñas áreas de ocupación de la Edad del Hierro tardía tanto en el lado sur del movimiento de tierra interior como alrededor de la puerta sur. Se excavó evidencia más detallada de esto debajo del foro/basílica. Varias casas circulares, pozos y pozos estaban en una alineación noreste-suroeste, que datan de c. 25
 a. C. – 15 a. C.. La ocupación hacia 15 a. C. a 40 o 50 d. C. resultó en calles asfaltadas, pozos de basura y recintos con empalizadas. Los artículos finos, ánforas y broches de hierro y aleaciones de cobre galo-belgas importados muestran que el asentamiento era de alto estatus. Se identificaron alimentos distintivos, incluida la concha de ostra, un gran conjunto de briquetas y fragmentos de varias ánforas para aceite de oliva, salsa de pescado y vino.
Asimismo, dicho material fue descubierto por el proyecto Insula IX  'Town Life', que incluye una gran zanja fronteriza probablemente hecha entre el 40 y el 20 a. C., una gran sala rectangular que podría haberse construido en cualquier momento entre el 25 a. C. y el 10 d. C. y nuevas divisiones de la propiedad entre 10 d. C. a 40 o 50 d. C. Estudios arqueobotánicos han demostrado la importación y consumo de apio, cilantro y aceitunas en Insula IX antes de la Conquista Claudiana.

### Asentamiento romano
Después de la conquista romana de Britania en el 43 d. C., el asentamiento se convirtió en la ciudad romana de Calleva Atrebatum.

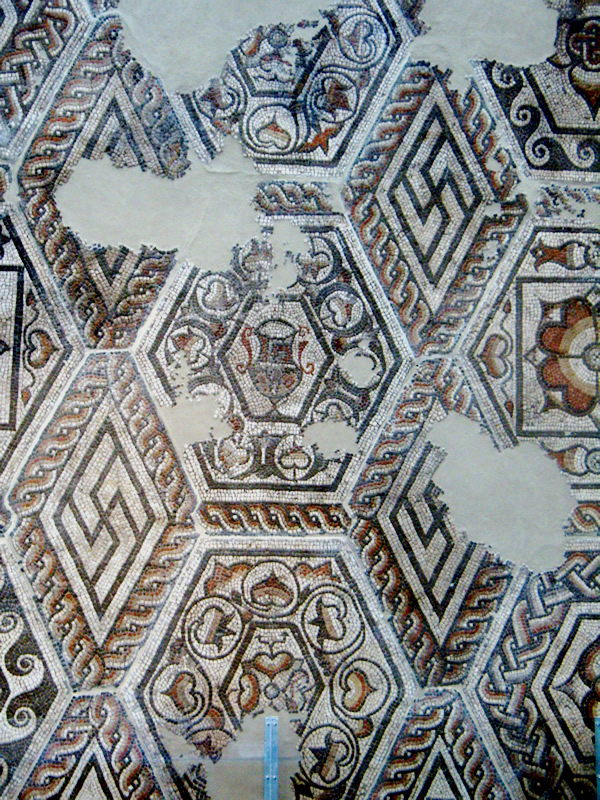
Mosaico de Calleva Atrebatum

El asentamiento era un poco más grande, cubría unas 40 hectáreas (98,8 acre), y estaba dispuesto en una cuadrícula de calles nuevas y despejadas. La ciudad tenía varios edificios públicos y floreció hasta principios del período anglosajón.
Una gran mansio estaba en Insula VIII, cerca de la Puerta Sur, que constaba de tres alas dispuestas alrededor de un patio. Un posible ninfeo estaba cerca del anfiteatro al norte de la ciudad amurallada 
Calleva fue un importante cruce de caminos. La Carretera del Diablo la conectaba con la capital provincial Londinium (Londres). Desde Calleva, este camino se bifurcaba en rutas a varios otros puntos al oeste, incluyendo el camino a Aquae Sulis (Bath); la vía Ermina a Glevum (Gloucester); y la vía del Puerto a Sorviodunum (Old Sarum cerca de la moderna Salisbury).
Los movimientos de tierra y, en gran parte de la circunferencia, los muros en ruinas aún son visibles. Los restos del anfiteatro, agregado alrededor del 70 al 80 d. C. y fuera de las murallas de la ciudad, también se pueden ver claramente. El área dentro de los muros ahora es en gran parte tierra de cultivo sin características distintivas visibles además de los terraplenes y muros que lo rodean, con una pequeña iglesia medieval en una esquina. En su apogeo, el anfiteatro romano habría albergado alrededor de siete mil espectadores. En el interior, se organizaban peleas de osos, luchas de gladiadores y otras formas de entretenimiento. Alrededor del siglo III, se realizaron renovaciones en el estadio, incluidas dos nuevas entradas al estadio, se agregaron y la forma se convirtió en un diseño más elíptico. Después de que los romanos se retiraron, los británicos y los anglosajones siguieron utilizando el anfiteatro.
En el sureste de la ciudad se encontraban los baños termales. Pertenecen a los primeros edificios de piedra de la ciudad, que quizás se construyeron alrededor del año 50 d. C.. Los baños no están alineados con la cuadrícula de la ciudad posterior, y el área de entrada se reconstruyó para adaptarse a la nueva red de carreteras. Se pueden distinguir varias fases de construcción. En un principio constaban de un pórtico, una palestra y los cuartos de baño detrás. Posteriormente se eliminó el pórtico y los baños se dividieron por la mitad, presumiblemente para que hombres y mujeres pudieran bañarse por separado.
Hay un manantial que emana del interior de las murallas, cerca de los baños originales, y fluye hacia el sureste donde se une a Silchester Brook. La Calleva romana floreció (hasta llegar a los 10.000 habitantes en el siglo III/IV) en torno a estos manantiales que servían a las termas romanas excavadas en el verano de 2019.

### Época posromana y medieval
Tras la retirada romana de Britania, Calleva Atrebatum permaneció habitada, pero su fortuna empezó a tambalearse. Se utilizaron edificios importantes en el sitio c. 400–430, pero la evidencia de ocupación comienza a disminuir drásticamente después del 450 d. C.. Según Daniel G. Russo, la hipótesis de que la ciudad se mantuvo en uso durante el siglo VI, gracias a sus fuertes murallas, es "atractiva", pero se basa en gran medida en conjeturas, ya que "no existen pruebas escritas o arqueológicas firmes de que un estilo de vida romano-británico existiera de manera organizada en Calleva más allá de c. 450, a más tardar". Esto contrasta con la mayoría de las otras ciudades romanas en Gran Bretaña, que continuaron existiendo tras el final de la era romana; Calleva es una de las seis que no sobrevivieron a la época posromana, y que desaparecieron en la Edad Media. Con todo, el historiador David Nash Ford identifica el sitio con la lista de Cair Celemion de Nennio de las 28 ciudades de la Britania posromana, lo que, de ser cierto, significaría que el sitio existió al menos parcialmente durante la Alta Edad Media).
Ha surgido una hipótesis de que los sajones evitaron deliberadamente Calleva después de que fue abandonada, prefiriendo mantener los centros urbanos existentes en Winchester y Dorchester. Hubo una brecha de quizás un siglo antes de que se fundaran las ciudades gemelas sajonas de Basing y Reading en los ríos a ambos lados de Calleva. Como consecuencia, Calleva ha estado sujeta a un abandono relativamente benigno durante la mayor parte de los últimos dos milenios.

## Arqueología

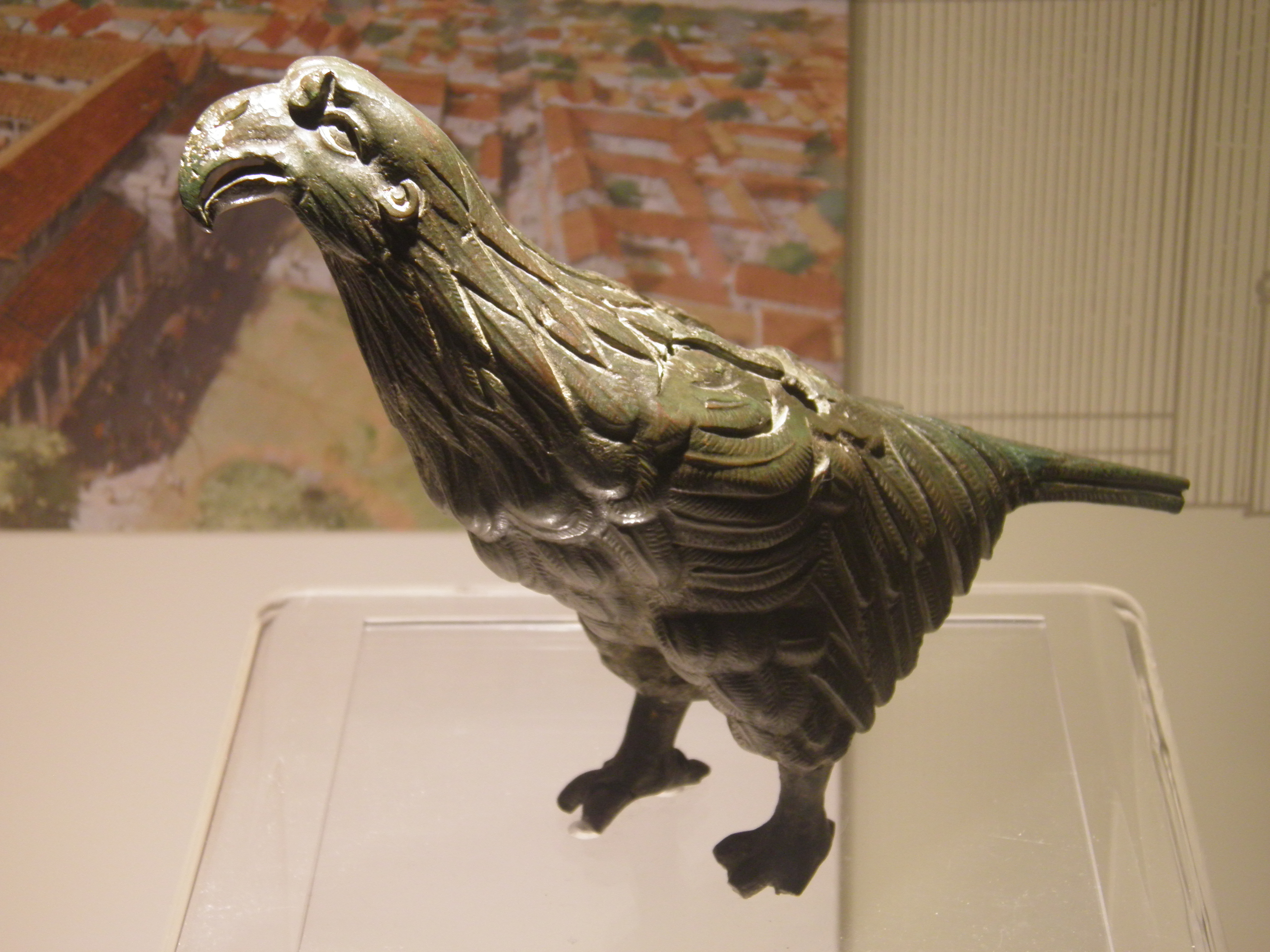
Águila de Silchester

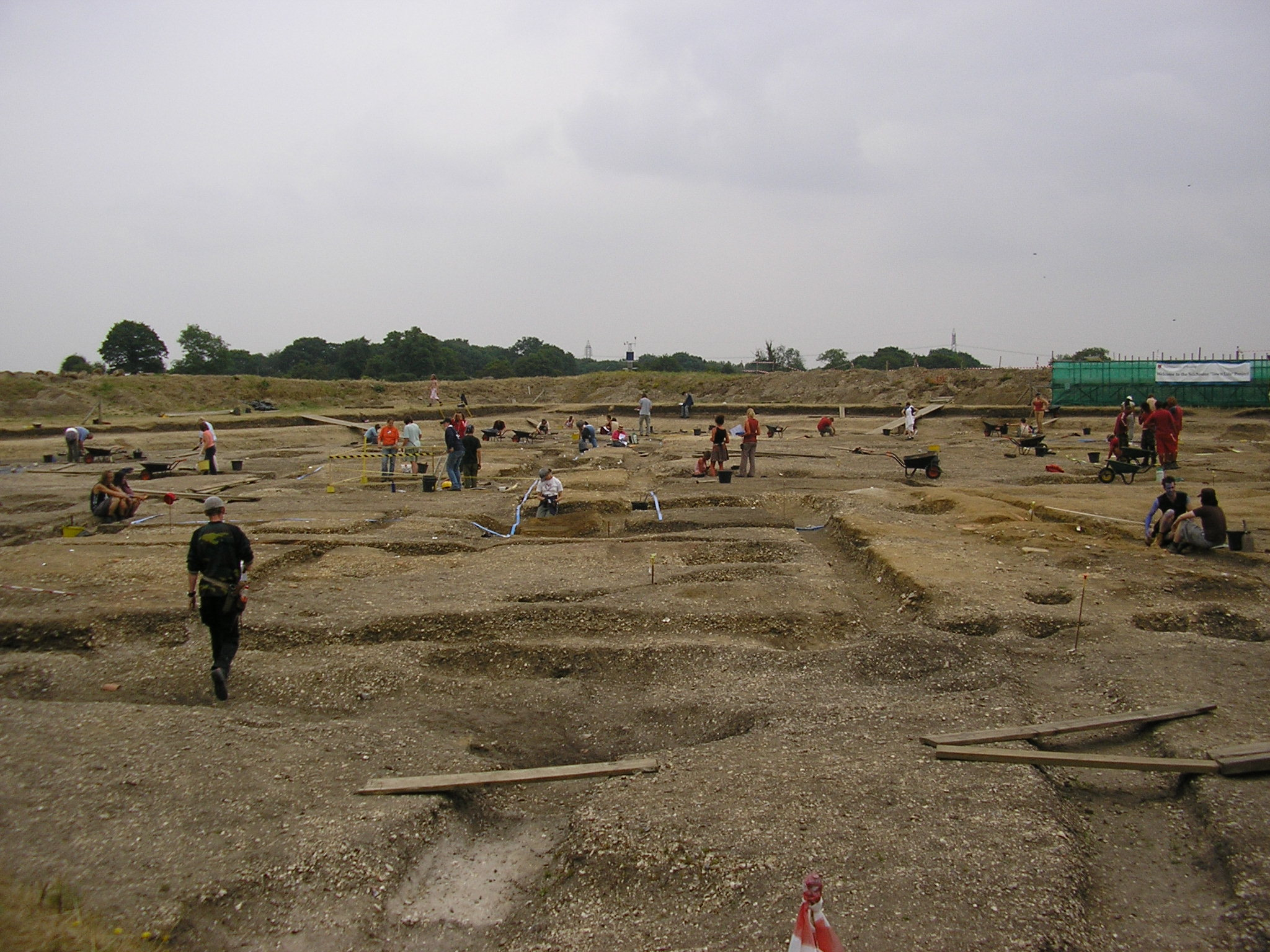
Excavaciones en Calleva (Ínsula IX)

Calleva Atrebatum fue excavada por primera vez por el reverendo James Joyce quien, en 1866, descubrió un águila tallada en bronce conocida como 'El águila de Silchester' ahora en el Museo de Reading. Es posible que originalmente formara parte de una estatua de Júpiter en el foro.
Aunque se sabía desde hacía mucho tiempo que se trataba de una civilización romana abandonada, las excavaciones ordenadas por el terrateniente, el duque de Wellington, no comenzaron hasta finales del siglo XIX. Joyce fue el observador y registrador designado de todos los registros arqueológicos. Su objetivo general era revelar el plano completo de la ciudad romana. Se realizaron pocas investigaciones adicionales hasta la nueva excavación de 1961 de la iglesia cristiana primitiva, donde los investigadores descubrieron que se había completado entre el ochenta y el noventa por ciento de la excavación. Dentro de esas excavaciones limitadas, quedaron expuestos los cimientos y los planos de los edificios de mampostería. Fueron descubiertos cavando trincheras en la zona. La arquitectura y la arqueología de los edificios de madera de la antigua ciudad romana fueron mal entendidas en el momento de la excavación; la madera era el material más notable.
Molly Cotton llevó a cabo excavaciones en las defensas entre 1938 y 1939. A partir de la década de 1970, Michael Fulford y la Universidad de Reading han llevado a cabo varias excavaciones en las murallas de la ciudad (1974-80), el anfiteatro (1979-85)  y la basílica (1977, 1980-86), las cuales han revelado una conservación notablemente buena de elementos tanto de la Edad del Hierro como de las primeras ocupaciones romanas.

Entre 1997 y 2014  la Universidad de Reading llevó a cabo excavaciones sostenidas y concentradas en la Insula IX. Se han publicado los resultados de las fases tardorromana,medieval y tardía de la Edad del Hierro. En 2013, comenzaron las excavaciones en la Insula III, investigando una estructura identificada por las excavaciones victorianas como una casa de baños. Desde 2018, la Universidad de Reading ha vuelto a explorar las ruinas de la casa de baños públicos previamente excavadas en busca de lo que  pudieron haber pasado por alto anteriores excavaciones.

## Acceso

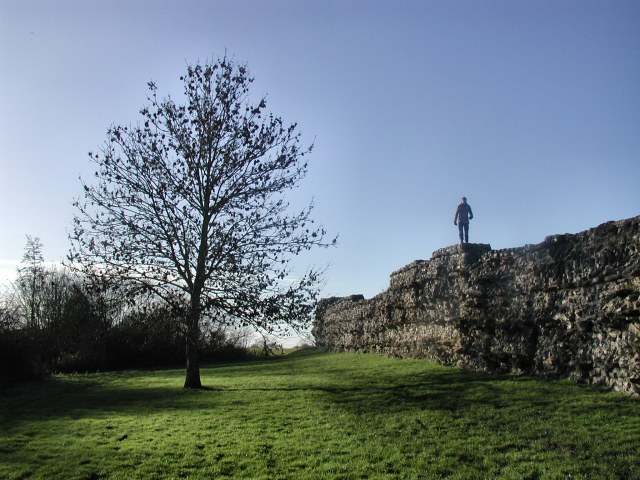
Parte de las murallas de la ciudad (2004)

Actualmente propiedad principalmente del Consejo del Condado de Hampshire y administrado por English Heritage, el sitio de Calleva está abierto al público durante el día, los siete días de la semana y sin costo. Se puede acceder a toda la circunferencia de las paredes, al igual que al anfiteatro. El interior es agrícola y, a excepción de la iglesia y un único camino que atraviesa el interior, es inaccesible.
El Museo de Reading, en el ayuntamiento de Reading, tiene una galería dedicada a Calleva, que exhibe muchos de los hallazgos arqueológicos de las excavaciones.